# Нільгау (рід)
Boselaphus — рід оленеподібних (Artiodactyla) ссавців родини бикових (Bovidae). Є один живий вид і ще один вид відомий зі скам'янілостей.
Нільгау разом із чотирирогою антилопою є єдиними живими представниками триби Boselaphini.